# Alderney
Alderney (Âorgny ali Aoeur'gny ali Aur'gny ali Aurni) je najsevernejši izmed Kanalskih otokov. Spada pod Guernseysko upravno območje in je kronska kolonija Združenega Kraljestva. Dolg je 4,8 kilometra, širok pa 2,4 kilometra, njegovo skupno površje pa je 7,76 km2. Je tretji največji izmed Kanalskih otokov in drugi največji v svojem upravnem območju. Leži približno šestnajst kilometrov od francoskega mesta La Hague na zahodu Contentinskega polotoka v Normandiji, okoli 32 kilometrov severovzhodno od Guernseya in 97 kilometrov od južne obale Velike Britanije. Med Kanalskimi otoki je hkrati najbližji Franciji in Veliki Britaniji. Od Rta La Hague ga loči nevarna ožina Race of Alderney (fr. Le Raz Blanchard). 
Na otoku živi približno 2,400 prebivalcev, ki so znani kot vaques (zaradi krav)  ali lapins (zaradi velikega števila zajcev na otoku) . Uradno so znani kot Ridunijci po latinskem nazivu Riduna. 
Edina župnija na otoku je Župnija St. Anne, ki tako združuje farane celotnega otoka. 
Glavno mesto otoka je St Anne (tudi 'La Ville' (sl. 'Mesto')). V njem stoji zajetna cerkev in neravno tlakovana glavna ulica. V kraju je osnovna in srednja šola, poštni urad, ter nekaj hotelov, restavracij, bank in trgovin. Drugi kraji na otoku so še Braye, Newtown, Longis, Crabby in Mannez.